# Großer Asseljäger
Der Große Asseljäger (Dysdera crocata) ist eine Echte Webspinne aus der Familie der Sechsaugenspinnen. Wie bei allen Spinnen der Familie sind die Augen bei Dysdera crocata dicht, fast kreisförmig an der Stirn angeordnet. Das Opisthosoma hat keine dunklen Flecken.

## Aussehen

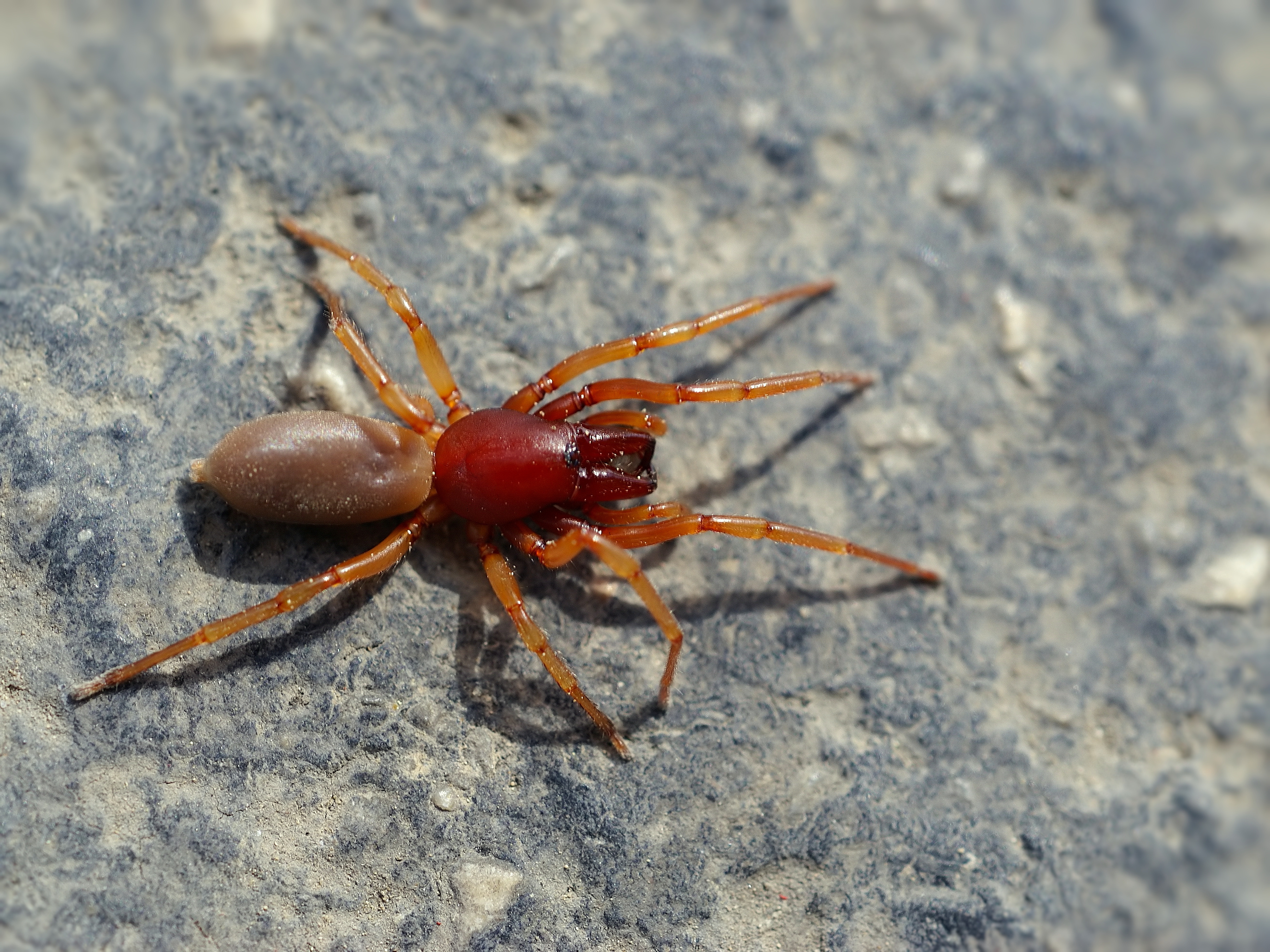
Männchen mit ausgeprägt rotem Prosoma

Die Körperlänge beträgt beim Weibchen 11–15 mm und beim kleineren Männchen 9–10 mm, wobei die sehr großen Cheliceren nicht mitgemessen werden. Das Prosoma ist bei dieser Spinne dunkelrot und das Opisthosoma ist gräulich oder gelblich gefärbt. Die Cheliceren sind länger als der halbe Vorderkörper und damit auffallend groß. Dysdera crocata ist Dysdera erythrina sehr ähnlich. Die beiden Arten unterscheiden sich z. B. in der Größe, wobei Dysdera crocata größer werden kann und längere Cheliceren besitzt. Des Weiteren sieht die Spinne auch Harpactea rubicunda ähnlich. Im Gegensatz zu dieser sind die Cheliceren größer und der obere Teil der Cheliceren ist etwas nach vorne gerichtet.

## Verbreitung und Lebensraum
Dysdera crocata ist wärmeliebend und oft in Gebäuden, feuchten Kellern und Gewächshäusern zu finden. Sie ist in Mitteleuropa verbreitet, aber eher selten. Im Mittelmeerraum ist sie dagegen häufig.

## Lebensweise
Die nachtaktive Spinne versteckt sich tagsüber in einem festen Gespinstsack, meist unter Steinen.
Sie ernährt sich hauptsächlich von Asseln, die von anderen Spinnen gemieden werden. Da die Cheliceren stark verlängert sind, kann sie die Rückenplatten der Assel umgreifen und so ihren Giftbiss anbringen. Des Weiteren erbeutet sie auch andere Spinnen.

## Bisse
Wenn die Spinne angefasst wird und sich bedroht fühlt, kann sie mit ihren langen Giftklauen auch den Menschen beißen. Der Biss kann dabei schmerzhaft sein, aber das Gift ist für Menschen harmlos und führt zu keinen gesundheitlichen Problemen. In manchen Fällen ist von einem lokalen Juckreiz berichtet worden.